# Ptolemeu (fill de Chrysennos)
Ptolemeu (en llatí Ptolemaeus, en grec antic Πτολεμαίος) fill de Chrysennos era un alt oficial egipci al servei de Ptolemeu IV Filopàtor.
Després del 222 aC va ser amic de l'ex-rei espartà Cleòmenes III exiliat a Egipte, al que va visitar durant el seu confinament potser el 220 aC, i en una de les visites li va revelar accidentalment les veritables intencions del rei, el que va decidir a Cleòmenes a intentar una revolta l'any 219 aC. En el primer tumult, Ptolemeu va sortir del palau i va morir a mans de tres dels soldats rebels amics de Cleòmenes, segons diu Plutarc.